# Satureja thymbra
Pour les articles homonymes, voir Satureja et Thymbra.
Espèce
Classification APG III (2009)
Satureja thymbra, communément appelée « sarriette de Crète », « sarriette verticillée », « sarriette rose », ou « Roman hysope », est une espèce d'arbuste nain vert vivace de la famille des Lamiaceae aux feuilles fortement parfumées. Elle est originaire de la Libye, du sud-est de l'Europe depuis la Sardaigne et en Turquie, à Chypre, au Liban et en Israël (Palestine).
Elle a pour synonymes : 
- Clinopodium thymbra (L.) (Kuntze)
- Micromeria thymbra (L.) (Kostel.)
- Satureja biroi (Jáv.)
- Satureja collina (Salisb.)
- Satureja hispida (Ehrh.)
- Satureja thymbra var. calvescens (Pamp.)
- Satureja tragoriganum (L.) (Tausch)
- Thymbra hirsuta (Pers.)
- Thymbra hirsutissima (Vent. ex Pers.)
- Thymus hirsutissimus (Poir.)
- Thymus tragoriganum L.

## Habitat
Le semi-arbrisseau pousse principalement dans les forêts méditerranéennes et les garrigue, entre 0 et 400 m d'altitude, mais s'adaptant bien à des altitudes plus élevées, et aussi sur des ravins calcaires rocheux en sous-bois et le long des chemins de terre. En Israël, la plante est communément trouvée dans la région du Mont Carmel, au sud de Haïfa, ainsi que dans le district montagneux de la haute Galilée, en Samarie et dans les montagnes de Judée. Elle prospères surtout dans les régions où les sols sont principalement en « terra rossa », en calcaire dur, mais aussi en craie

## Description
Les feuilles de la plante aromatique Satureja thymbra présentent de nombreux trichomes glandulaires de deux types morphologiquement distincts : des poils glandulaires et des écailles glandulaires. Les feuilles sont opposées, entières et lisses. Les fleurs poussent en verticilles et vont du rose au violet. Ses gousses sont des schizocarpes. Satureja thymbra a une écorce gris brunâtre, avec de nombreuses jeunes pousses dressées, quelque peu tétragonales, parsemées de glandes et pubescentes avec de courts poils blancs duveteux.
Les pousses atteignent une hauteur de 20 à 50 cm et fleurissent entre mars et juin.
Ses feuilles sont sessiles, se poursuivant généralement par des grappes condensées d'inflorescences constituées d'une paire de cymes sessiles disposées autour d'un axe et équidistantes, avec de nombreuses bractées lancéolées mesurant environ 5 mm de long et 2 mm de large.

## Composition chimique
Des analyses de la composition chimique de la plante révèlent que le Thymbra Satureja, du type cultivé en Israël, contient une teneur très élevée en composés chimiques γ-terpinène (15,9 %), et p-cymène (12,4 %), la concentration la plus élevée étant celle du carvacrol (55,2 %). D'autres études indépendantes ont révélé que les principaux composés de l'huile essentielle ont des niveaux variables ; carvacrol (entre 20 et 35 %), γ-terpinène (entre 23 et 35 %), p-cymène (13,0 %) et thymol (entre 13 et 19 %).
À des concentrations élevées, l'acaricide à base de l'huile essentielle volatile de la plante (et d'autres constituants) serait efficace contre une tique adulte (Hyalomma marginatum).

## Utilisations culinaires
Les feuilles écrasées de cette plante ont un goût et une odeur plus piquantes que la vraie hysope (eizov), raison pour laquelle elle n'est pas couramment utilisée aujourd'hui comme épice, sauf au Liban, où elle est encore utilisée comme tisane dans la médecine traditionnelle. Dans les temps anciens, Satureja thymbra était utilisée comme épice en Anatolie et en Grèce. À l'époque « mishnaïque », la sarriette verticillée était appelée sī'ah en hébreu,,, et est souvent mentionné dans la littérature rabbinique avec eizov : Origanum syriacum (la marjolaine) et qurnit Micromeria fruticosa (la sarriette à feuilles blanches), trois plantes médicinales qui poussaient naturellement dans la nature. Dans les temps anciens en Palestine, l'eau dans laquelle la sarriette verticillée avait été trempée était utilisée pour aromatiser les viandes qui avaient été embrochées et placées sur des charbons ardents pour la torréfaction. מי צתרי.
Son utilisation médicinale, lorsqu'elle est concoctée dans un thé, est censée aider contre les problèmes digestifs, la diarrhée, les coliques, les flatulences, les crampes intestinales et l'anorexie. En Israël, la plante  Satureja thymbra  a un statut protégé, ce qui en fait un délit pénal de la récolter.